# شالیمار، لاهور

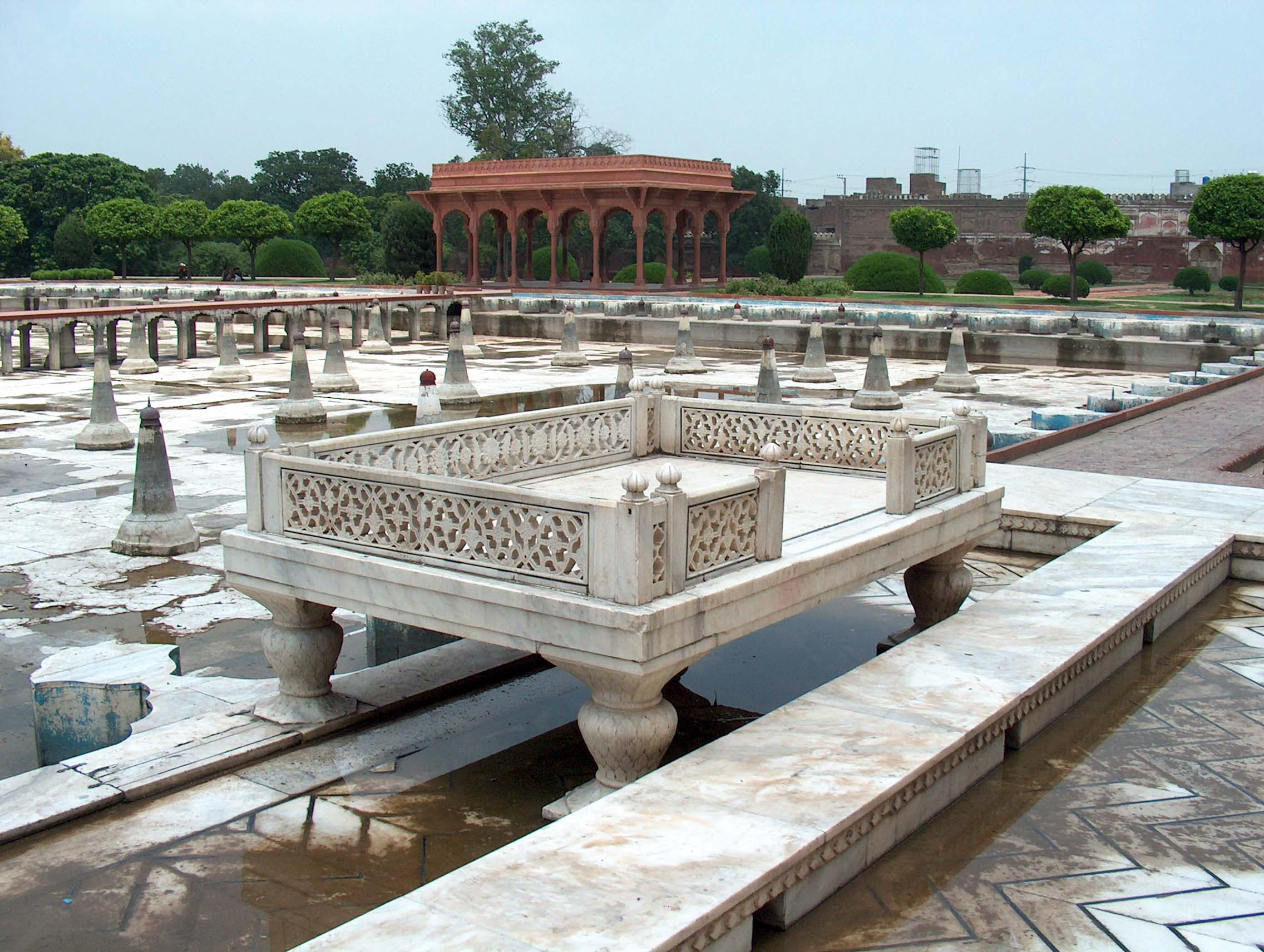
شالیمار

شالیمار (به انگلیسی: Shalimar) یک منطقهٔ مسکونی در پاکستان است که در منطقه پنجاب واقع شده‌است.